# باتريسيا ماريا تيغ
باتريسيا ماريا تيغ (بالرومانية: Patricia Maria Țig)‏ (مواليد 27 يوليو 1994 في كارانسيبيش، رومانيا)، هي لاعبة كرة مضرب رومانية تلعب باليد اليمنى وتحتل حالياً المرتبة رقم. 83 (10 أبريل 2017) في تصنيف رابطة محترفات كرة المضرب. أعلى تصنيف لها في الفردي كان المركز الـ 83 في سنة 2017. أعلى تصنيف لها في الزوجي كان المركز الـ 166 في سنة 2016.

## روابط خارجية
- باتريسيا ماريا تيغ على موقع رابطة محترفات التنس (الإنجليزية)
- باتريسيا ماريا تيغ على موقع الاتحاد الدولي لكرة المضرب (الإنجليزية)
- باتريسيا ماريا تيغ على موقع خلاصة التنس.كوم (الإنجليزية)